# Tschernjachiw
Tschernjachiw (ukrainisch Черняхів; russisch Черняхов Tschernjachow, polnisch Czerniachów) ist eine Siedlung städtischen Typs in der ukrainischen Oblast Schytomyr und war bis Juli 2020 das administrative Zentrum des gleichnamigen Rajons Tschernjachiw mit etwa 8.848 Einwohnern (2024).

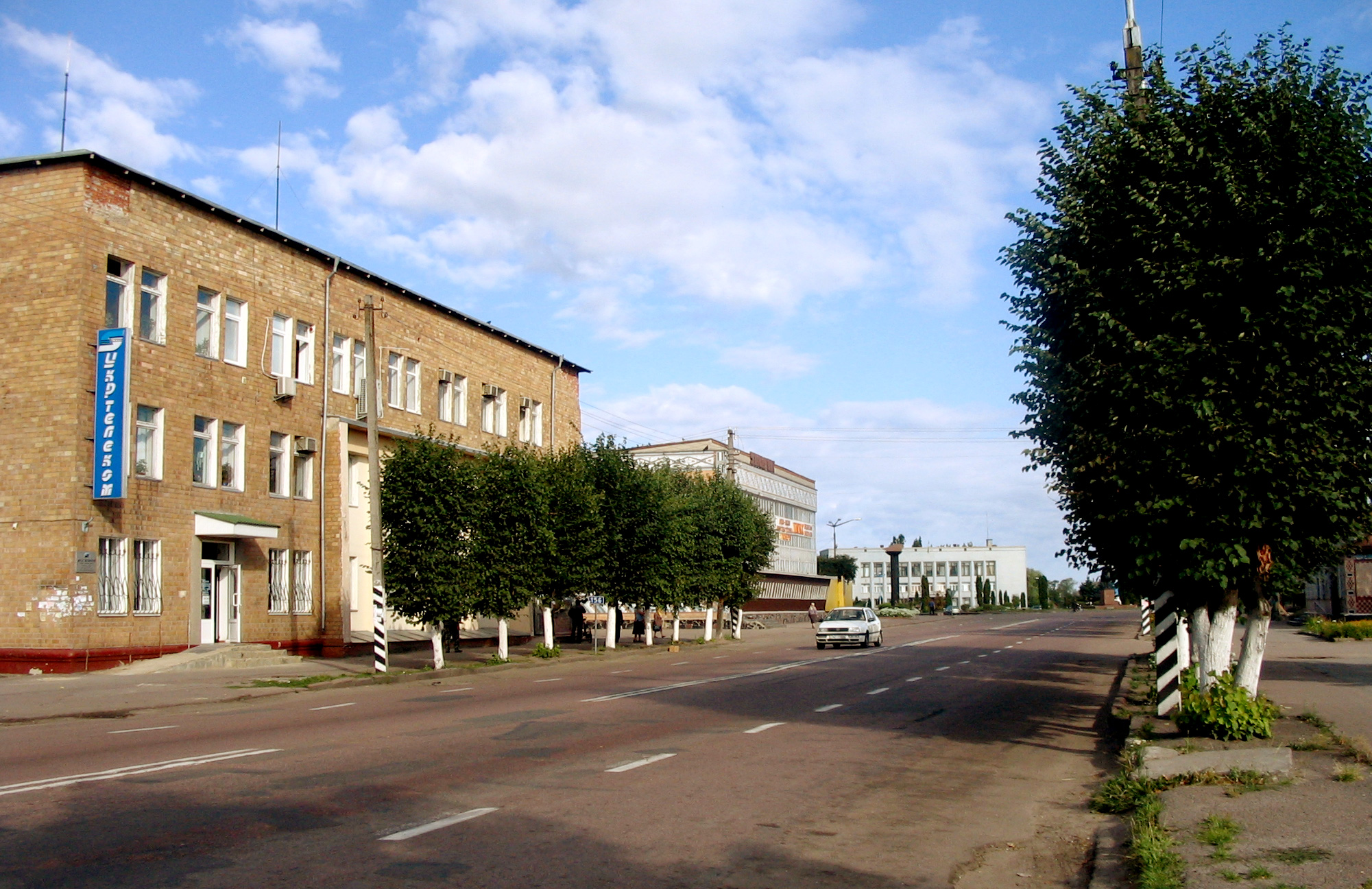
Straße in Tschernjachiw

Das 1545 erstmals erwähnte Dorf liegt an der T-06-05 26 km nördlich vom Oblastzentrum Schytomyr und erhielt 1923 den Status einer Siedlung städtischen Typs. 1943 entstand bei Tschernjachiw auf Anordnung des regionalen Sonderbeauftragten für Umsiedlungsmaßnahmen des Rasse- und Siedlungshauptamtes (RuSHA) der SS, Theodor Henschel, eine deutsche Siedlungskolonie namens „Försterstadt“, in welcher nach der Vertreibung von ansässigen Ukrainern rund 9.000 Volksdeutsche im Sinne der „Umvolkung“ angesiedelt wurden. Nach der Wiedereroberung der Stadt durch die Rote Armee wurde diese 1944 wieder aufgelöst.

## Verwaltungsgliederung
Am 12. Juni 2020 wurde die Siedlung zum Zentrum der neugegründeten Siedlungsgemeinde Tschernjachiw (ukrainisch Черняхівська селищна громада/Tschernjachiwska selyschtschna hromada), zu dieser zählten auch noch die Siedlung städtischen Typs Holowyne und die 45 in der untenstehenden Tabelle aufgelisteten Dörfer, bis dahin bildete sie zusammen mit dem Dorf Nowosilka die gleichnamige Siedlungsratsgemeinde Tschernjachiw (Черняхівська селищна рада/Tschernjachiwska selyschtschna rada) im Zentrum des Rajons Tschernjachiw.
Am 17. Juli 2020 kam es im Zuge einer großen Rajonsreform zum Anschluss des Rajonsgebietes an den Rajon Schytomyr.
Folgende Orte sind neben dem Hauptort Tschernjachiw Teil der Gemeinde:
| Name                                 | Name                       | Name                                       |
| ukrainisch transkribiert             | ukrainisch                 | russisch                                   |
| ------------------------------------ | -------------------------- | ------------------------------------------ |
| Andrijiwka                           | Андріївка                  | Андреевка (Andrejewka)                     |
| Beschiw                              | Бежів                      | Бежов (Beschow)                            |
| Braschenka                           | Браженка                   | Браженка                                   |
| Diwotschky                           | Дівочки                    | Девочки (Dewotschki)                       |
| Fedoriwka                            | Федорівка                  | Фёдоровка (Fjodorowka)                     |
| Hannopil                             | Ганнопіль                  | Аннополь (Annopol)                         |
| Holowyne                             | Головине                   | Головино (Golowino)                        |
| Horbuliw                             | Горбулів                   | Горбулев (Gorbulew)                        |
| Korosteliwka                         | Коростелівка               | Коростелевка (Korostelewka)                |
| Kortschiwka                          | Корчівка                   | Корчовка (Kortschowka)                     |
| Mala Horbascha                       | Мала Горбаша               | Малая Горбаша (Malaja Gorbascha)           |
| Klityschtsche                        | Клітище                    | Клетище (Kletischtsche)                    |
| Malyniwka                            | Малинівка                  | Малиновка (Malinowka)                      |
| Mokrenschtschyna                     | Мокренщина                 | Мокренщина (Mokrenschtschina)              |
| Naumenka                             | Науменка                   | Науменко (Naumenko)                        |
| Nerasch                              | Нераж                      | Нераж                                      |
| Nowi Saly                            | Клітище                    | Новые Салы (Nowyje Saly)                   |
| Nowi Schadky (bis 2016 Karla Marksa) | Нові Жадьки (Карла Маркса) | Новые Жадьки (Nowyje Schadki)/Карла Маркса |
| Nowosilka                            | Новосілка                  | Новосёлка (Nowosjolka)                     |
| Ossiwka                              | Осівка                     | Осовка (Ossowka)                           |
| Otscheretjanka                       | Очеретянка                 | Очеретянка                                 |
| Pekarschtschyna                      | Пекарщина                  | Пекарщина (Pekarschtschina)                |
| Plechiw                              | Плехів                     | Плехов (Plechow)                           |
| Rossiwka                             | Росівка                    | Росовка (Rossowka)                         |
| Rudnja                               | Рудня                      | Рудня                                      |
| Saly                                 | Сали                       | Салы                                       |
| Schadky                              | Жадьки                     | Жадьки (Schadki)                           |
| Selez                                | Селець                     | Селец                                      |
| Seljanschtschyna                     | Селянщина                  | Селянщина (Seljanschtschina)               |
| Slawiw                               | Славів                     | Славов (Slawow)                            |
| Sliptschyzi                          | Сліпчиці                   | Слепчицы (Sleptschizy)                     |
| Styrty                               | Стирти                     | Стырты                                     |
| Swydja                               | Свидя                      | Свидя (Swidja)                             |
| Welyka Horbascha                     | Велика Горбаша             | Великая Горбаша (Welikaja Gorbascha)       |
| Wydybor                              | Видибор                    | Выдыбор                                    |
| Wyschnewe                            | Вишневе                    | Вишнёвое (Wischnjowoje)                    |